# Teste de fluxo lateral

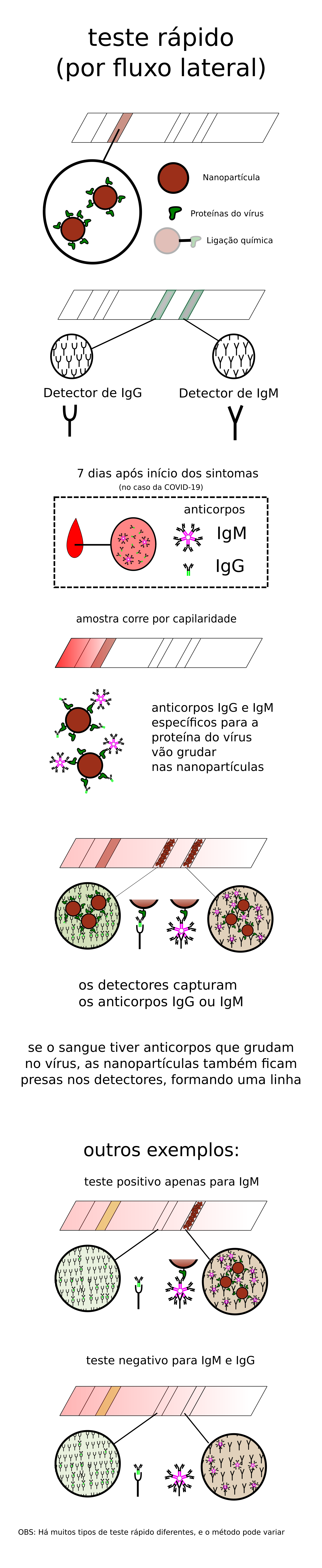
Infografico descrevendo um dos tipos de ensaio de fluxo lateral, muito usado em testes rapidos. A intensidade da coloração da amostra vai depender da quantidade de anticorpos que o paciente testeado tem. As nanopartículas utilizadas são, geralmente, de ouro coloidal, que no tamanho utilizado apresentação a coloração vermelha

Os testes de fluxo lateral, também conhecidos como ensaios imunocromatográficos de fluxo lateral, são dispositivos simples destinados a detectar a presença de uma substância alvo em uma amostra líquida sem a necessidade de equipamentos especializados e dispendiosos. Esses testes são amplamente utilizados em diagnósticos médicos para testes domiciliares, testes no ponto de atendimento ou uso em laboratório. Por exemplo, o teste de gravidez caseiro é um teste de fluxo lateral que detecta um determinado hormônio. Esses testes são simples, econômicos e geralmente mostram resultados em cerca de 5 a 30 minutos. Muitas aplicações em laboratório aumentam a sensibilidade de simples testes de fluxo lateral, empregando equipamento dedicado adicional.

## Partículas coloridas
Em princípio, qualquer partícula colorida pode ser usada, porém as partículas nanonmétricas de látex (cor azul)  ou de ouro (cor vermelha) são as mais comumente usadas. As partículas de ouro são de cor vermelha devido à ressonância plasmônica de superfície. Partículas marcadas com fluorescência ou magnéticas também podem ser usadas, no entanto, estas requerem o uso de um leitor eletrônico para avaliar o resultado do teste.

## Aplicações
Os ensaios de fluxo lateral têm uma gama de aplicações e podem testar uma variedade de amostras como urina, sangue, saliva, suor, soro e outros fluidos. Atualmente, eles são usados por laboratórios clínicos, hospitais e médicos para testes rápidos, por exemplo. Outros usos para ensaios de fluxo lateral são segurança alimentar e ambiental e medicina veterinária para produtos químicos, como doenças e toxinas.